# Короткий подих кохання (фільм)
Короткий подих кохання — російсько-фінський фільм режисера Валерія Харченка, знятий на кіностудії «Кінотавр» у 1992 році.

## Сюжет
Потрапивши у полон, офіцер-афганець вирішив не повертатися на батьківщину. Осів у Фінляндії, зустрів Риту, туристку з Пітера, і втратив спокій. Все проти нього: кохана старша за нього, має хворого сина, її любить лікар, що лікує сина, а сам він, до всього іншого, син цього лікаря.

## У фільмі знімалися
- Андріс Лієпа
- Даніель Ольбрихський — доктор
- Клара Бєлова
- Тетяна Окунєвська — Ольга Кирилівна
- Олексій Дьяков — Мітя. Психічнохворий підліток Мітя, син головної героїні, постійно впадає в прострацію, і в цьому стані лізе вгору, все одно куди, лише б вище. Врешті-решт, він виявляється на куполі Ісаакіївського собору в Санкт-Петербурзі.
- Марк Рудінштейн
- Валентина Ковель
- Анатолій Сливников — Сивий
- Семен Фурман
- Олена Безнасюк
- Георгій Тейх
- Володимир Січкар
- Наталія Петрова
- Є. Коковкіна
- Є. Дземішкевич
- Тетяна Чорнопятова